# Xian de Yingshang
Le xian de Yingshang (颍上县 ; pinyin : Yǐngshàng Xiàn) est un district administratif de la province de l'Anhui en Chine. Il est placé sous la juridiction de la ville-préfecture de Fuyang.

## Démographie
La population du district était de 1 451 788 habitants en 1999.